# Anna Paquin

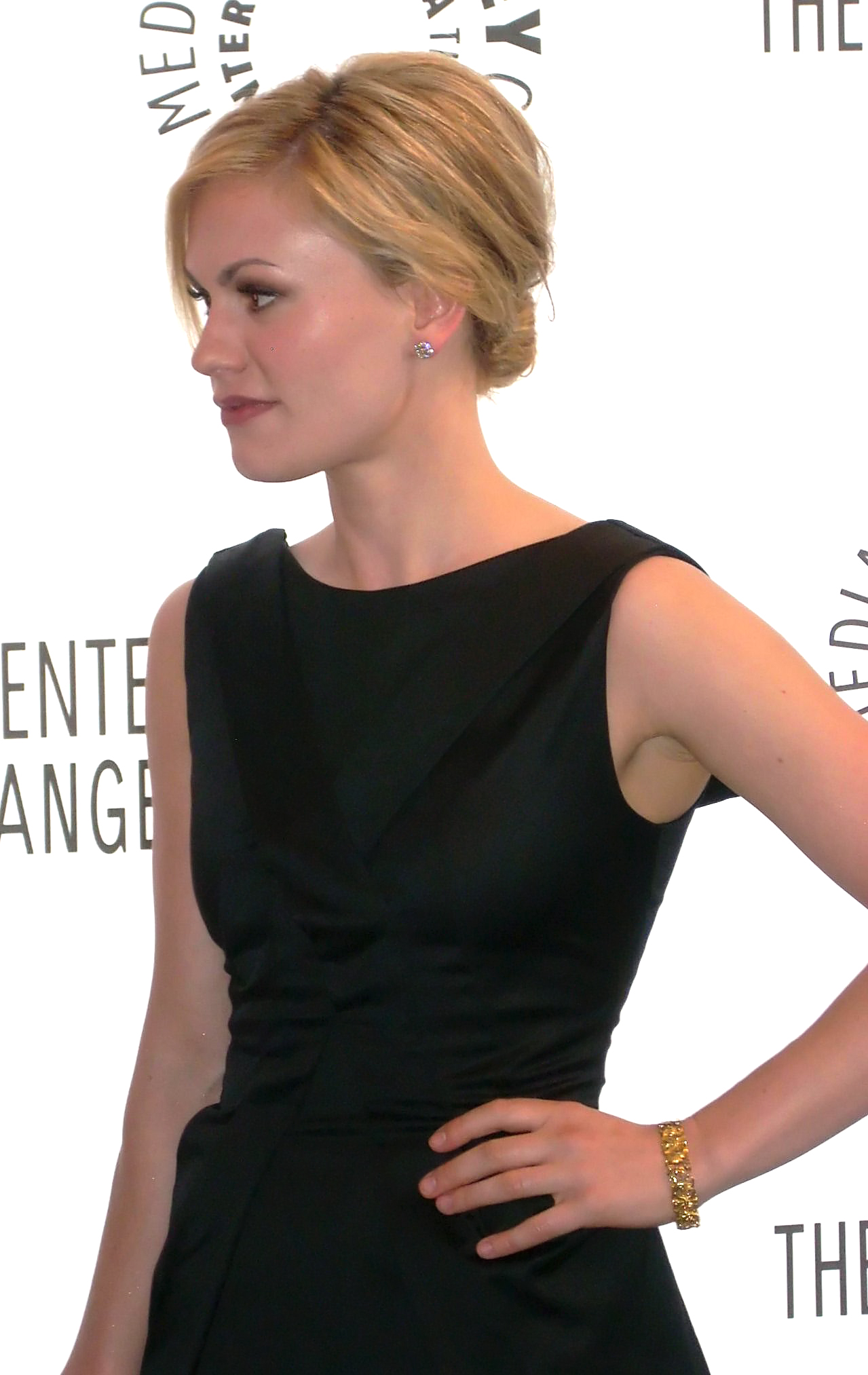
Anna Paquin (2009)

Anna Paquin (ur. 24 lipca 1982 w Winnipeg) – kanadyjsko-nowozelandzka aktorka filmowa, laureatka Oscara za rolę drugoplanową w filmie Fortepian.

## Życiorys
Urodziła się w Kanadzie, w dzieciństwie razem z rodzicami przeniosła się do Nowej Zelandii, obecnie mieszka w Stanach Zjednoczonych. Jej matka Mary Paquin (z domu Brophy) jest nauczycielką, ojciec Brian Paquin, to z zawodu szkolny pedagog. Anna ma również trójkę rodzeństwa, brata Andrew (ur. 1977) i siostrę Katyę (ur. 1980) oraz przyrodnią siostrę Isabell Rist (ur. 1990). Uczęszczała do Raphael House Rudolf Steiner School w Nowej Zelandii oraz w latach 1994–1995 do Hutt Intermediate School. Po rozwodzie rodziców zamieszkała w Los Angeles, gdzie ukończyła Windward School w 2000 roku. Następnie rozpoczęła studia na Columbia University, gdzie na zajęcia uczęszczała wraz z Julią Stiles.
Po Tatum O’Neal jest najmłodszą zdobywczynią Oscara w historii – otrzymała go za drugoplanową rolę w Fortepianie w reżyserii Jane Campion. Miała wówczas 11 lat. W filmie zagrała córkę niemej kobiety (Holly Hunter) ze Szkocji korespondencyjnie wydanej za mąż za nowozelandzkiego rolnika. Była to jej debiutancka rola filmowa.
Ma na swoim koncie role w Amistad, Buffalo Soldiers, 25. godzinie, serii filmów X-Men oraz w serialu Czysta krew. Zajmuje się także dubbingiem - jej głos można usłyszeć m.in. w angielskich ścieżkach dźwiękowych dwóch anime: Steamboya (2004) i Laputy – zamku w chmurach (1986)
W 2009 roku otrzymała Złoty Glob dla najlepszej aktorki w serialu dramatycznym za rolę w serialu Czysta krew. W tym samym roku w telewizyjnym filmie Dzieci Ireny Sendlerowej wcieliła się w postać głównej bohaterki Ireny Sendlerowej, polskiej pielęgniarki, która podczas II wojny światowej uratowała ponad 2.500 żydowskich dzieci.
31 sierpnia 2009 roku, aktorka wraz z m.in. Marcią Gay Harden zawitała do Polski na uroczystą premierę filmu Dzieci Ireny Sendlerowej. Aktorka odcisnęła też swoją dłoń w Alei Gwiazd na Gdańskiej Ołowiance.
W 2009 roku nominowana do kolejnej edycji nagrody Złoty Glob. Paquin otrzymała dwie nominacje telewizyjne: dla najlepszej aktorki w serialu dramatycznym za udział w drugim sezonie serialu Czysta krew, oraz za dla najlepszej aktorki w filmie telewizyjnym lub miniserialu za rolę Ireny Sendlerowej w obrazie Dzieci Ireny Sendlerowej.

## Życie prywatne
21 sierpnia 2010, na prywatnej ceremonii w rezydencji w Malibu, wyszła za mąż za Stephena Moyera. Para zamieszkała w Venice, w stanie Kalifornia.

## Filmografia

### Filmy fabularne
- 1993: Fortepian (The Piano) jako Flora McGrath
- 1996: Jane Eyre jako Mała Jane Eyre
- 1996: Droga do domu (Fly Away Home) jako Amy Alden
- 1997: Amistad jako Królowa Izabela II
- 1997: The Member of the Wedding jako Frankie Addams
- 1998: Harmider (Hurlyburly) jako Donna
- 1999: Wściekłość (All the Rage) jako Annabel Lee
- 1999: Spacer po księżycu (A Walk on the Moon) jako Alison Kantrowitz
- 1999: Cała ona (She's All That) jako Mackenzie Siler
- 2000: X-Men jako Marie / Rogue
- 2000: Szukając siebie (Finding Forrester) jako Claire Spence
- 2000: U progu sławy (Almost Famous) jako Polexia
- 2001: Buffalo Soldiers jako Robyn Lee
- 2002: Ciemność (Darkness) jako Regina
- 2002: 25. godzina (25th Hour) jako Mary D’Annunzio
- 2003: X-Men 2 (X2) jako Marie / Rogue
- 2004: Steamboy (Suchîmubôi) jako James Ray Steam (głos)
- 2005: Joan of Arc jako Joanna d’Arc (głos)
- 2005: Walka żywiołów (The Squid and the Whale) jako Lili Thorn
- 2006: X-Men: Ostatni bastion (X-Men: The Last Stand) jako Marie / Rogue
- 2007: Upiorna noc halloween (Trick 'r Treat) jako Laurie
- 2007: Blue State jako Chloe Hamon
- 2007: Mosaic jako Maggie Nelson (głos)
- 2007: Pochowaj me serce w Wounded Knee (Bury My Heart at Wounded Knee) jako Elaine Goodale
- 2009: Dzieci Ireny Sendlerowej (The Courageous Heart of Irena Sendler) jako Irena Sendlerowa
- 2010: Zabójcze sąsiedztwo (Open House) jako Jennie
- 2010: Romantycy (The Romantics) jako Lila
- 2011: The Carrier jako Kim
- 2011: Margaret jako Lisa Cohen
- 2011: Krzyk 4 (Scream 4) jako Rachel
- 2013: Free Ride jako Christina
- 2013: Straight A's jako Katherine
- 2014: X-Men: Przeszłość, która nadejdzie (X-Men: Days of Future Past) jako Marie / Rogue (cameo)
- 2018: Furlough jako Lily Benson
- 2018: The Parting Glass jako Colleen
- 2018: Wyznaj to szeptem jako dr Jean Markham
- 2019: Irlandczyk jako Peggy Sheeran

### Seriale telewizyjne
- 2008-2014: Czysta krew[1] (True Blood) jako Sookie Stackhouse
- 2011: Fineasz i Ferb (Phineas and Ferb) jako Kristen (głos)
- 2013: Susanna jako Katie
- 2016: Korzenie (Roots) jako Nancy Holt
- 2017: Bellevue jako Annie Ryder
- 2017: Grace i Grace jako Nancy Montgomery
- 2019: The Affair jako Joanie Lockhart
- od 2019: Flack jako Robyn[1]

### Producent wykonawczy
- 2007: Blue State
- od 2019: Flack[1]

## Nagrody
- Nagroda Akademii Filmowej Najlepsza aktorka drugoplanowa: 1994 Fortepian
- Złoty Glob Najlepsza aktorka w serialu dramatycznym: 2009 Czysta krew